# ألكسيس تايلور
ألكسيس تايلور (بالإنجليزية: Alexis Taylor)‏ هو موسيقي بريطاني، ولد في القرن العشرين.

## وصلات خارجية
- الموقع الرسمي